# Теневыносливые садовые декоративные растения
В списке представлены декоративные растения, выращиваемые в садах и парках в открытом грунте и обладающие теневыносливостью. Следует иметь в виду, что представленные растения обладают этим свойством в различной степени. Звёздочкой (*) отмечены виды, изображённые на иллюстрации.

## Деревья
| Род                         | Виды, сорта | Фото | Использование, декоративные свойства |
| --------------------------- | --- | ---- | --- |
| Бук (Fagus)                 | Б. лесной (имеются садовые формы и сорта)                                                                          |      | Бук лесной подходит для одиночных и групповых посадок, обрамления аллей, иногда используется для создания живых изгородей. Хорошо переносит стрижку и формовку кроны. |
| Граб (Carpinus)             | Г. обыкновенный* Г. восточный Г. каролинский                                                                       |      | Использование, как у предыдущего. |
| Давидия (Davidia)           | Д. обёрточная |      | Для одиночных посадок. Растение формирует красивую крону, ценится за крупные кремовые прицветники. |
| Ель (Picea)                 | Е. европейская* Е. колючая Е. сербская Е. Бревера и некоторые другие (имеются разнообразные сорта и садовые формы) |      | Широко используемые в озеленении виды ели используются преимущественно для групповых посадок. Ели легко формируют строгую коническую или пирамидальную форму; в обрезке не нуждаются. Помимо елей традиционного облика, культивируются кустарникоподобные, поникающие и стелющиеся сорта.                                                                                             |
| Ирга (Amelanchier)          | И. канадская И. древесная И. обильноцветущая И. левис И. Ламарка* и некоторые другие                               |      | Для групповых посадок, создания живых изгородей. Ирга декоративна во время цветения и плодоношения. У ирги Ламарка ценится медный оттенок листьев летом; для большинства видов характерна яркая окраска листвы осенью. |
| Кедр (Cedrus)               | К. атласский К. гималайский* К. ливанский и некоторые другие (имеются сорта и садовые формы)                       |      | Преимущественно для одиночных посадок; иногда для небольших групп. Растения естественным образом формируют красивую крону. |
| Кипарисовик (Chamaecyparis) | К. горохоплодный К. нутканский К. Лавсона* и некоторые другие (имеются многочисленные сорта)                       |      | Большинство видов — деревья, но могут выращиваться при соответствующем формировании как кустарники. Одни из самых эффектных растений среди хвойных пород. Применяется как в одиночных посадках, так и в группах. Кустарниковые формы используют и для создания живых изгородей. Имеются компактные стелющиеся формы, которые нередко используются в качестве почвопокровных растений. |
| Клён (Acer)                 | К. полевой К. остролистный К. белый К. серебристый К. сахарный* и некоторые другие                                 |      | Одни из самых популярных деревьев для озеленения; устойчивы в условиях загрязнения окружающей среды. Применение разнообразно: в одиночных посадках, группах, в обрамлениях аллей, рощах. Деревья легко формируют естественную красивую крону; применяется также поддержание формы обрезкой. Клёны чрезвычайно декоративны осенью за счёт яркой и разнообразной окраски листьев.       |
| Ликвидамбар (Liquidambar)   | Л. смолоносный* (имеются сорта) Л. восточный                                                                       |      | Ликвидамбары могут использоваться в одиночных посадках и в группах. Сорта с пёстрой окраской листьев — в одиночных посадках как фокусное растение. Формовочная обрезка обычно не используется, деревья легко формируют естественную красивую крону. Ценятся за яркую окраску листвы в осенний период.                                                                                 |
| Метасеквойя (Metasequoia)   | М. глиптостробоидная                                                                                               |      | Высокодекоративное быстрорастущее садово-парковое растение. Формирование кроны не требуется. Предпочтение отдаётся групповым посадкам, но может использоваться как одиночное фокусное дерево. |
| Нисса (Nyssa)               | Н. лесная |      | Используется преимущественно в качестве одиночного растения. Отличается особо красочной листвой в осенний период. |
| Пихта (Abies)               | П. белая П. Нордмана* П. бальзамическая П. испанская П. корейская и некоторые другие                               |      | Виды широко применяются в озеленении. Также, как и ели (на которые пихты внешне похожи), используются преимущественно для групповых посадок. Ценится графичная пирамидальная форма кроны, которая не нуждается в обрезке. |
| Рябина (Sorbus)             | Р. обыкновенная Р. мучнистая Р. промежуточная* Р. Сарджента и некоторые другие (имеются сорта и гибриды)           |      | Широко используемые для озеленения растения. Применение разнообразно: групповые, аллейные или одиночные посадки. Растения декоративны почти весь сезон за счёт цветения, плодоношения и красивой окраски листьев осенью у большинства видов. Иногда нуждается в незначительной обрезке для поддержания формы кроны.                                                                   |
| Тис (Taxus)                 | Т. ягодный* (многочисленные сорта) Т. коротколистный Т. остроконечный и другие                                     |      | Широко применяется в садово-парковом строительстве. Тисы очень хорошо переносят обрезку, поэтому они часто используются в регулярных парках, для топиаров и создания живых изгородей. Молодые растения легко культивируются в цветочницах и контейнерах, которые можно располагать в нужных участках сада. Тисы могут расти в самых тенистых уголках парков.                          |
| Тсуга (Tsuga)               | Т. канадская Т. разнолистная* Т. горная Т. западная и некоторые другие (имеются сорта)                             |      | Используются для одиночных или групповых посадок; повислые кустарникообразные формы применяются для создания живых изгородей. |
| Хмелеграб (Ostrya)          | Х. обыкновенный Х. вирджинский* Х. японский                                                                        |      | Высокодекоративные деревья, формирующие естественным образом красивую крону. Используются преимущественно в одиночных посадках или небольших группах. Возможно применение для создания живых изгородей. Устойчивы в городской среде. |

## Кустарники
| Род                               | Виды, сорта | Фото | Использование, декоративные свойства |
| --------------------------------- | --- | ---- | --- |
| Бирючина (Ligustrum)              | Б. обыкновенная* Б. японская Б. овальнолистная и другие (выведены разнообразные сорта)                                              |      | Широко используется в парках и садах для создания живых изгородей. Растения очень устойчивы к загрязнению окружающей среды. |
| Бузина (Sambucus)                 | Б. чёрная* Б. красная Б. канадская                                                                                                  |      | Растения декоративны в стадии цветения и плодоношения. Используются преимущественно для групповых посадок. |
| Вейгела (Weigela)                 | В. обильноцветущая В. цветущая В. садовая и некоторые другие (в культуре преимущественно гибриды и сорта)*                          |      | Отличаются красивым цветением; используются преимущественно в одиночных посадках или небольших группах под пологом деревьев. Низкорослые сорта подходят для альпинариев, высокорослые иногда используют для создания живых изгородей. |
| Виноградовник (Ampelopsis)        | В. Вейча В. японский* В. аконитолистный и некоторые другие                                                                          |      | Высокодекоративные лианы или вьющиеся кустарники. Широко используются для декоративного оформления в садах беседок, пергол, шпалер, оград, стен зданий и т. п. Растения отличаются красочной, интенсивной окраской осенней листвы. |
| Гаультерия (Gaultheria)           | Г. лежачая* Г. Микеля и некоторые другие                                                                                            |      | Ползучие и стелющиеся вечнозелёные невысокие кустарнички декоративны стадии цветения, но ценятся за эффектное плодоношение. Растения рекомендованы для альпинариев; может использоваться как почвопокровное для создания ковровых посадок между кустарниками (часто высаживают рядом с рододендронами), а также для композиций с другими растениями в контейнерах. |
| Глициния (Вистерия) (Wisteria)    | Г. китайская Г. обильноцветущая* Г. обильноцветущая Г. прекрасная и некоторые другие (имеются сорта и гибриды)                      |      | Высокодекоративное растение с пышным цветением. Применяется для декорирования пергол, стен, изгородей. |
| Гортензия (Hydrangea)             | Г. метельчатая Г. древовидная Г. дуболистная Г. Сарджента и некоторые другие (имеются сорта)                                        |      | Высокодекоративные растения в фазе цветения. Используется преимущественно в невысоких групповых посадках, для обрамления бордюров (некоторые виды), декорирования оград. Возможно выращивание в контейнерах и кадках для последующей расстановки в нужных местах сада.                                                                                             |
| Девичий виноград (Parthenocissus) | Д.в. пятилисточковый* Д.в. Генри Д.в. триостренный и некоторые другие                                                               |      | Также, как родственный виноградовник, широко используется для вертикального озеленения. Весьма декоративен осенью из-за красочной окраски листьев. |
| Дейция (Deutzia)                  | Д. городчатая Д. изящная* Д. шершавая Д. длиннолистая и некоторые другие (имеются сорта и гибриды)                                  |      | Обильно цветущие в конце весны — начале лета кустарники; устойчивы к условиям городской среды. Применяется в одиночных и групповых посадках, для подбивки древесных групп; компактные низкорослые виды и сорта — в качестве обрамления бордюров. |
| Калина (Viburnum)                 | К. обыкновенная К. гордовина К. вильчатая К. Карльса К. трёхлопастная* и другие (выведено множество сортов)                         |      | Весьма распространённые и неприхотливые (большинство видов) кустарники, отличающиеся пышным цветением и эффектным плодоношением. Используется как одиночно, так и в групповых посадках, а также для создания живых изгородей. |
| Кальмия (Kalmia)                  | К. узколистная К. широколистная* (имеются сорта и садовые формы)                                                                    |      | По декоративным свойствам кальмии схожи с близкородственными рододендронами. Используется преимущественно в групповых посадках. |
| Кизил (Cornus)                    | К. обыкновенный К. цветущий К. Коуза К. морщинистый К. красный* и некоторые другие (имеются сорта и садовые формы)                  |      | Многие виды кизила декоративны круглый год. Растения формируют красивый куст, летом обильно цветут и плодоносят, зимой привлекают внимание яркоокрашенные побеги. Используют в одиночных посадках (обычно при формировании деревца) или в группах. |
| Крушина (Frangula)                | К. слабительная* К. имеретинская К. обманчивая и некоторые другие                                                                   |      | Выращивают в основном в группах; рекомендованы для озеленения каменистых участков и тенистых мест у водоёмов. |
| Леукотоэ (Leucothoe)              | Л. Кэтсби Л. кистевидная и некоторые другие                                                                                         |      | Небольшие кустарники примечательны прежде всего окраской молодых листьев (красноватых или бронзовых оттенков). Используется в групповых посадках преимущественно у водоёмов. |
| Лещина (Corylus)                  | Л. обыкновенная* Л. древовидная Л. крупная и некоторые другие (имеются сорта и садовые формы)                                       |      | Применяется для озеленения в одиночных или групповых посадках. Может использоваться для подбивки групп деревьев. |
| Можжевельник (Juniperus)          | М. виргинский М. обыкновенный М. казацкий М. скальный* М. распростёртый и некоторые другие (имеются многочисленные сорта и гибриды) |      | Один из наиболее популярных садовых кустарников; легко формирует красивую крону — раскидистую, пирамидальную или стелющуюся в зависимости от вида и сорта. Область применения широка: одиночные или групповые посадки, живые изгороди, озеленение каменистых участков.                                                                                             |
| Рододендрон (Rhododendron)        | Р. понтийский Р. кавказский Р. Смирнова* Р. Адамса и многие другие (имеются многочисленные сорта и гибриды)                         |      | Высокодекоративные растения с эффектным и продолжительным цветением. Огромное видовое разнообразие и наличие многочисленных сортов сделали рододендроны одним из самых популярных цветущих садовых кустарников. Применяются в основном в одиночных посадках в тени деревьев. Некоторые виды светолюбивы.                                                           |
| Самшит (Buxus)                    | С. вечнозелёный |      | Широко распространён в декоративном садоводстве. Легко переносит формовочную обрезку; часто используется для топиара. Выращивается в одиночных посадках, в качестве бордюрного растения, применим для живых изгородей. |
| Сирень (Syringa)                  | С. обыкновенная* С. венгерская С. персидская и некоторые другие (имеются многочисленные сорта и гибриды)                            |      | Высокодекоративные растения; отличаются пышным цветением. Одно из традиционных растений для садово-паркового строительства. Используются в основном в одиночных посадках или небольших группах. Сирени в равной степени относятся как к светолюбивым, так и к теневыносливым растениям. При сильном затенении качество цветения серьёзно страдает.                 |
| Снежноягодник (Symphoricarpos)    | С. белый С. округлый |      | Популярное растение для озеленения; устойчиво к условиям городской среды. Легко переносит обрезку. Применяется в групповых посадках, для обустройства живых изгородей или в качестве бордюрного растения. |
| Спирея (Spiraea)                  | C. острозазубренная C. японская C. Бумальда C. городчатая* и многие другие                                                          |      | Род отличается большим видовым разнообразием; многие виды получили широкое распространение в культуре как высокодекоративные пышноцветущие растения. Используются преимущественно в групповых посадках и для создания живых изгородей. |
| Стюартия (Stewartia)              | С. псевдокамелия С. китайская С. яйцевидная С. малакодендрон*                                                                       |      | Декоративны за счёт привлекательной, яркой окраски листьев осенью. Некоторые виды отличаются красивым цветением и эффектным плодоношением. Выращиваются в групповых или одиночных посадках. |
| Чубушник (Philadelphus)           | Ч. бледный Ч. венечный* Ч. кавказский Ч. непахучий и некоторые другие (имеются сорта и гибриды)                                     |      | Отличаются пышным высокодекоративным цветением; большинство видов и сортов с ароматными цветками. Выращивается преимущественно в одиночных посадках; компактные виды — также и в групповых. |
| Энкиантус (Enkianthus)            | Э. колокольчатый Э. свисающий Э. китайский Э. поперечнопокровный                                                                    |      | Высокодекоративные растения с обильным цветением летом и эффектной окраской листьев осенью. Выращиваются в одиночных и групповых посадках. |

## Травянистые многолетники и однолетники
| Род                              | Виды, сорта | Фото | Использование, декоративные свойства |
| -------------------------------- | --- | ---- | --- |
| Адонис (Горицвет) (Adonis)       | А. весенний* А. амурский А. сибирский А. летний и некоторые другие                                                    |      | Адонисы низкорослы; наиболее привлекательны в фазе цветения, которое у многих видов наступает в мае—июне. Используются в группах, бордюрах, пригодны для альпинариев или в качестве подбивки кустарниковых посадок. Большинство культивируемых видов — многолетники; А. летний — однолетник. |
| Акант (Acanthus)                 | А. мягкий А. длиннолистный А. колючий* А. балканский                                                                  |      | Высокорослые многолетники. Растения, разрастаясь, образуют плотные группы; используются для подбивки древесных или кустарниковых групп, в миксбордерах или в качестве фокусных растений на клумбах или просто на газонах. |
| Альстрёмерия (Alstroemeria)      | В культуре преимущественно гибриды                                                                                    |      | Многолетники с клубневидными корневищами; высокодекоративны в период цветения. Выращивают преимущественно в групповых посадках. |
| Аризарум (Arisarum)              | А. хоботковидный А. обыкновенный*                                                                                     |      | Клубневый многолетник из сем. ароидных; привлекательно экзотическим видом кроющего листа соцветия; выращивают в групповых посадках в полутенистых участках сада. |
| Аризема (Arisaema)               | А. белоснежнейшая А. амурская А. трёхлистная*                                                                         |      | Многолетние клубневые растения; культивируются из-за привлекательных соцветий с покрывалом необычной формы или окраски; некоторые виды имеют пёструю окраску листьев. Применяются в основном для создания живописных групп в затенённых местах у водоёмов или на влажных участках среди деревьев. |
| Аронник (Arum)                   | А. пятнистый А. удлинённый А. критский* А. итальянский и некоторые другие                                             |      | Многолетники с клубневидным корневищем; во многом схожи с близкородственными ариземами. Используются преимущественно в затенённых рокариях. |
| Бадан (Bergenia)                 | Б. сердцелистный Б. толстолистный Б. Стречи* и некоторые другие (в культуре преимущественно сорта)                    |      | Красивоцветущие многолетники, но ценятся не только во время цветения — растения формируют весьма декоративную розетку листьев; у некоторых видов осенью она становится яркоокрашенной. Используются в группах возле кустарников, миксбордерах, в альпинариях, в качестве клумбового растения. Имеются стелющиеся формы, выращиваемые в качестве почвопокровных. |
| Бальзамин (Impatiens)            | в культуре преимущественно гибриды и сорта Б. Валлера*, а также Б. садового                                           |      | Одни из самых популярных клумбовых растений, отличающиеся пышным, ярким и продолжительным цветением, компактностью, разнообразием окрасок, устойчивостью к загрязнённой городской среде. Используется в озеленении в промышленных масштабах. Имеются пёстролистные культивары. Сорта относительно рослого б. садового используются преимущественно для групповых посадок. Бальзамины — многолетники, культивируемые как однолетники. |
| Барвинок (Vinca)                 | Б. малый Б. большой* и некоторые другие                                                                               |      | Невысокие многолетники с привлекательными цветками; имеются декоративнолистные формы с пёстрой окраской листьев. Используются в садах преимущественно в качестве почвопокровных под пологом деревьев, а также в альпинариях, бордюрах, обрамления клумб. |
| Бегония (Begonia)                | В культуре многочисленные сорта и гибриды Б. всегдацветущей*, Б. клубневой                                            |      | Сорта и гибриды бегонии всегдацветущей — многолетники, культивируемые как однолетники. Одно из самых популярных клумбовых растений; применяется в озеленении в промышленных масштабах благодаря лёгкости выращивания, длительности и красочности цветения и устойчивости к городским условиям. Сорта и гибриды бегонии клубневой распространены меньше, но также являются популярными садовыми растениями. Используются в садах качестве клумбовых растений, а также для выращивания в контейнерах; повислые формы — для подвесных корзин и вазонов. |
| Белоцветник (Leucojum)           | Б. весенний* Б. летний                                                                                                |      | Небольшие луковичные многолетники, напоминающие родственные подснежники; декоративны в период цветения. Б. весенний относится к первоцветам и наиболее распространён в цветоводстве. Используются для создания цветущих весенних лужаек в тени деревьев вместе с другими первоцветами; Б. летний выращивают обычно возле водоёмов. |
| Борец (Аконит) (Aconitum)        | Б. клобучковый* Б. Фишера Б. Кармихеля и некоторые другие (имеются сорта и гибриды)                                   |      | Высокорослые многолетники с эффектным цветением; выращиваются преимущественно в групповых и смешанных посадках на клумбах и бордюрах. Вьющиеся виды используют для озеленения беседок и пергол. Декоративны не только во время цветения: растения обладают ажурными, сильно рассечёнными листьями. |
| Бузульник (Ligularia)            | Б. Пржевальского Б. сибирский Б. узколистный* Б. зубчатый (имеются сорта и гибриды)                                   |      | Большинство видов — высокорослые растения с эффектным соцветием. Декоративны не только цветением, но и красивой листвой (у некоторых видов — с изрезанным краем или перисто-рассечённые). Высаживаются в садах в основном около водоёмов (влаголюбивы). Используются также в миксбордерах и групповых посадках. |
| Ваточник (Asclepias)             | В. мясо-красный Б. туберозовый Б. сирийский* В. кюрасавский и некоторые другие                                        |      | Высокорослые многолетники, отличающиеся эффектным цветением. Используются в групповых посадках. В. кюрасавский культивируется как однолетник. |
| Вербейник (Lysimachia)           | В. точечный В. тёмно-пурпурный В. эфемерный В. монетчатый (и некоторые другие; имеются сорта и садовые формы)         |      | Многолетники, выращиваемые ради пышного и продолжительного цветения (большинство видов). У некоторых видов выведены пёстролистные сорта. Растения используются в групповых посадках для обрамления водоёмов (влаголюбивы), миксбордерах в затенённых участках сада. В. монетчатый — стелющееся растение, его используют как почвопокровное, в альпинариях, как ампельное для выращивания в вазонах. |
| Весенник (Eranthis)              | В. зимний В. Тубергена В. киликийский и некоторые другие                                                              |      | Красивоцветущие весенние растения. Часто используют в совместных посадках с другими весенними эфемероидами для создания ярких цветущих лужаек. Применяют также в групповых посадках между кустарниками, в композициях на альпийских горках. |
| Ветреница (Anemone)              | В. дубравная В. лютичная В. корончатая* В. войлочная и некоторые другие. В культуре преимущественно сорта и гибриды.  |      | Изящные многолетние растения с эффектным цветением. Большинство весеннецветущих ветрениц — эфемероиды, к лету период вегетации у них завершается. Отдельную группу составляют осеннецветущие виды и гибриды. Используются преимущественно в качестве клумбовых растений и для альпинариев. |
| Водосбор (Аквилегия) (Aquilegia) | В культуре разнообразные сорта и гибриды                                                                              |      | Многолетники, иногда культивируемые как одно- или двулетники. Декоративны в период длительного цветения. Низкорослые сорта используют преимущественно в альпинариях; высокорослые — для создания смешанных композиций из травянистых растений на рабатках и в миксбордерах, для создания цветущих групп в тенистых местах у водоёмов. |
| Волжанка (Арункус) (Aruncus)     | В. двудомная* В. амурская В. этузилистная и некоторые другие                                                          |      | Многолетник, формирующий красивый раскидистый куст с метельчатыми соцветиями. Используется преимущественно в групповых посадках; высокорослые виды — в одиночных посадках под деревьями, для формирования заднего плана бордюров. |
| Губастик (Mimulus)               | В культуре преимущественно гибриды и сорта                                                                            |      | Однолетники или многолетники, культивируемые как однолетники; обладают яркой окраской цветков и эффектным цветением. используются прежде всего как клумбовые растения; могут служить для украшения берегов водоёмов. Компактные сорта применяются в качестве почвопокровных и в композициях альпийских горок. |
| Дицентра (Dicentra)              | Д. великолепная и некоторые другие                                                                                    |      | Многолетники, формирующие раскидистый куст с эффектными поникающими соцветиями. Высокодекоративны в стадии цветения; используется преимущественно в одиночных посадках. |
| Золотарник (Solidago)            | З. канадский* З. обыкновенный и некоторые другие (имеются сорта и гибриды)                                            |      | Многолетние растения, отличающиеся пышным цветением, приходящимся на конец лета и осень. Природные виды достаточно высокорослы, однако выведены низкорослые сорта, что обеспечивает разнообразное использование в озеленении. Золотарники пригодны как фоновые растения на задних планах миксбордеров, выращиваются в групповых посадках, на клумбах (компактные сорта) и на срезку. |
| Камнеломка (Saxifraga)           | В культуре множество видов                                                                                            |      | Разнообразие введённых в садовую культуру многолетних видов обусловлено неприхотливостью и широтой возможного использования камнеломок. Прежде всего, они известны как наиболее распространённые растения для альпинариев, но также часто выращиваются как почвопокровные (низкорослые и стелющиеся виды), клумбовые и бордюрные растения (высокорослые). У некоторых видов ценится цветение, но у большинства — формы розеток либо способность образовывать декоративные подушкообразные поросли. Не все окультуренные виды теневыносливы.          |
| Кислица (Oxalis)                 | К. обыкновенная* К. железистолистная К. Деппа К. девятилистная и некоторые другие                                     |      | Декоративны как цветением, так и листвой; у некоторых видов она имеет красноватый оттенок или двуцветную окраску. Используются в качестве почвопокровных (компактные виды), бордюрных и клумбовых растений; выращиваются также на альпийских горках. |
| Колокольчик (Campanula)          | В культуре множество видов, гибридов и сортов                                                                         |      | Колокольчики обрели популярность как садовые растения за обильное и продолжительное цветение и неприхотливость большинства видов. В силу видового разнообразия использование колокольчиков самое широкое: клумбы, бордюры, групповые посадки и подбивка деревьев и кустарников; компактные виды выращиваются в вазонах и подвесных корзинах. Исключение составляют влажные участки сада и берега водоёмов: переувлажнения колокольчики не выносят.                                                                                                   |
| Ландыш (Convallaria)             | Л. майский (имеются садовые формы и сорта)                                                                            |      | Издавна культивируемый, широко распространённый в садовой культуре многолетник с изящными соцветиями. Декоративен в период цветения. Используется в групповых или смешанных посадках для создания цветущих полян вместе с другими весеннецветущими растениями или отдельно. Выращивается также на срезку. |
| Лилейник (Hemerocallis)          | Выращиваются преимущественно сорта и гибриды                                                                          |      | Широко распространённые неприхотливые многолетники ценятся за пышное цветение и яркую и разнообразную окраску цветков; формируют красивый куст. Используются преимущественно в групповых посадках, а также на клумбах как фокусное растение. Компактные сорта можно использовать для создания бордюров. Лилейники теплолюбивы, поэтому теневыносливы только в условиях южных областей России. |
| Лилия (Lilium)                   | В культуре в основном сорта и гибриды                                                                                 |      | Издавна культивируемые и чрезвычайно популярные садовые луковичные растения; ценятся за великолепное, пышное и продолжительное цветение. Притенение необходимо подрастающим растениям; однако цветонос лучше развивается, если хорошо освещён. Область применения лилий широка: в групповых или смешанных посадках, на клумбах и бордюрах. Выведены как высокорослые (свыше 2 м), так и низкорослые (50 см) сорта. Часто выращиваются на срезку. |
| Лириопа (Liriope)                | Л. мускари Л. колосистая (имеются сорта и садовые формы)                                                              |      | Красивоцветущие многолетники, выращиваемые также из-за декоративной формы кустистых розеток. Выведены пёстролистные сорта. Используются преимущественно как бордюрные растения. Растения культивируются в открытом грунте только в южных обрастях России. |
| Лобелия (Lobelia)                | Л. ежевидная Л. тончайшая Л. блестящая Л. пурпуровая* и некоторые другие (в культуре преимущественно сорта и гибриды) |      | Широко распространённые высокодекоративные одно- и многолетние растения, отличающиеся длительным и обильным цветением. Сортовое и видовое многообразие способствует обширности применения лобелий: компактные виды и сорта — для обрамления клумб и бордюров, плетистые — как почвопокровные или для контейнеров и вазонов; многолетние высокорослые — для групповых посадок. Не все лобелии теневыносливы. |
| Лунник (Lunaria)                 | Л. однолетний* Л. оживающий                                                                                           |      | Декоративны как в стадии цветения, так и плодоношения. Используют как клумбовые растения, для групповых посадок среди кустарников и под пологом деревьев. Подсушенные побеги с созревшими плодами используют для композиций из сухоцветов. |
| Лютик (Ranunculus)               | Л. азиатский (в культуре многочисленные сорта) Л. борецелистиый Л. едкий Л. альпийский* и некоторые другие            |      | Высокодекоративные красивоцветущие многолетние растения. Используются, как правило, в групповых посадках; подходят для клумб и бордюров, на срезку (Л. азиатский). Некоторые виды пригодны для альпинариев; другие — для обрамления водоёмов. |
| Манжетка (Alchemilla)            | М. альпийская М. мягкая* М. сверкающая и некоторые другие                                                             |      | Многолетние растения с декоративной листвой; некоторые виды с привлекательным цветением. Используются преимущественно как растения для альпийских горок, но могут также успешно выращиваться в качестве обрамления клумб. |
| Медуница (Pulmonaria)            | М. лекарственная М. узколистная* М. сахарная М. красная и некоторые другие (имеются сорта)                            |      | Многолетние растения с декоративным и продолжительным цветением; некоторые выведенные формы обладают пёстрой окраской листьев. Используются преимущественно в тенистых цветниках; растения плохо переносят открытые солнечные места. |
| Морозник (Helleborus)            | М. кавказский М. восточный М. зелёный и некоторые другие (имеются сорта и гибриды)*                                   |      | Высокодекоративные многолетники, выращиваемые как за продолжительное весеннее цветение, так и за привлекательную форму глубоко рассечённых листьев. В озеленении ценятся за толерантность к сильному затенению. Применяются для групповых посадок между кустарниками, для обрамления бордюров, а также в альпинариях. Растения не переносят избытка солнечного освещения. |
| Наперстянка (Digitalis)          | Н. пурпурная Н. жёлтая (имеются сорта)                                                                                |      | Высокорослые растения, высокодекоративны в фазе цветения. Применяются как фоновые для задних планов бордюров и в групповых посадках. Ядовитость растений ограничивает области применения. |
| Нарцисс (Narcissus)              | В культуре преимущественно гибриды и сорта                                                                            |      | Относятся к числу самых популярных садовых растений; издавна культивируются из-за чрезвычайно привлекательного цветения. Область использования очень широка: однородные и смешанные с другими весеннецветущими луковичными посадки, клумбы и бордюры, альпийские горки; часто выращиваются на срезку. |
| Номохарис (Nomocharis)           | Н. открытый* Н. леопардовый Н. сальвинский и некоторые другие                                                         |      | Луковичные растения с высокодекоративными цветками. Обычно выращивают в групповых посадках, на клумбах и бордюрах. Растения, как и близкородственные лилии, подходят на срезку. |
| Осока (Carex)                    | В культуре множество видов                                                                                            |      | Эффектные многолетние растения с выразительным силуэтом, широко используемые в ландшафтном дизайне для создания декоративнолиственных групп; область применения разнообразна: альпинарии, оформление водоёмов, подбивка деревьев и кустарников, клумбы и бордюры. Некоторые виды осоки светолюбивы. |
| Пахизандра (Pachysandra)         | П. верхушечная* П. пазушная П. лежачая                                                                                |      | Полувечнозелёные многолетники с декоративной листвой. Ценятся за неприхотливость и способность противостоять сорнякам. Растения образуют плотные зелёные ковры и используются преимущественно как почвопокровные в тенистых участках садов и парков. Имеются пёстролистные сорта. |
| Первоцвет (Primula)              | в культуре преимущественно разнообразные сорта и гибриды                                                              |      | Популярные высокодекоративные садовые многолетники, выращиваемые ради обильного и продолжительного цветения, начинающегося у некоторых видов ранней весной. Разнообразие выведенных садовых форм способствует широкому применению примул в озеленении: они выращиваются в групповых и смешанных посадках, на клумбах и рабатках; компактные сорта подходят для обрамления бордюров. Примулы пригодны для выращивания на альпийских горках и для декорирования берегов водоёмов.                                                                      |
| Печёночница (Hepatica)           | П. благородная* П. трансильванская П. средняя                                                                         |      | Раннецветущие корневищные многолетники, ценимые за эффектное весеннее цветение. Выращиваются преимущественно в смешанных посадках вместе с эфемероидами — анемонами, подснежниками, сциллами, а также в тенистых цветниках. |
| Пион (Paeonia)                   | в культуре преимущественно разнообразные сорта и гибриды                                                              |      | Травянистые и полукустарниковые многолетники, широко распространённые в садах и парках из-за высокодекоративного и обильного цветения. Одни из самых популярных садовых растений, отличающиеся крупными цветками в разнообразной цветовой гамме. Выращиваются преимущественно в групповых и одиночных посадках; нередко используются на срезку. Растения декоративны и после окончания цветения благодаря красивой форме куста и глубоко рассечённым листьям; осенью они окрашиваются в пурпурно-бронзовые оттенки.                                  |
| Подснежник (Galanthus)           | П. белоснежный П. Элвеса и некоторые другие (имеются сорта)                                                           |      | Издавна культивируемые луковичные растения, отличающиеся нежным ранневесенним цветением. Применяются в групповых или смешанных посадках с другими первоцветами для создания цветущих лужаек, а также на срезку. Растения пригодны для выращивания в альпинариях. Относятся к эфемероидам: наземная часть растения к середине лета отмирает. |
| Пролеска (Scilla)                | П. сибирская* П. Тубергена П. двулистная и некоторые другие                                                           |      | Красивоцветущие высокодекоративные луковичные растения; у большинства культивируемых видов цветение приходится на раннюю весну. Используются для групповых посадок, как однородных, так и смешанных — совместно с другими первоцветами для создания ярких цветущих полян. |
| Стахис (Stachys)                 | С. лекарственный С. ярко-красный С. шерстистый С. крупноцветковый* и некоторые другие (имеются сорта)                 |      | Невысокие одно- и многолетние растения с продолжительным периодом цветения. Выращиваются не только как красивоцветущие, но и как декоративнолиственные: некоторые виды и сорта имеют опушённые листья, придающие серебристо-серый оттенок всему растению. Применяются для обрамления клумб и бордюров, в групповых посадках, для подбивки кустарниковых насаждений; низкорослые виды — как почвопокровные. |
| Тиарелла (Tiarella)              | Т. сердцелистная* Т. разрезная Т. многолистная Т. трёхлистная и некоторые другие                                      |      | Невысокие многолетники с декоративной листвой и красочным цветением. Культивируются преимущественно как почвопокровные; легко разрастаются, образуя плотные посадки. Используются также для подбивки кустарниковых групп и в альпинариях. |
| Фиалка (Viola)                   | в культуре преимущественно разнообразные сорта и гибриды                                                              |      | Одно- или двулетники; одни из самых популярных клумбовых растений; используются в озеленении в промышленных масштабах. Отличаются неприхотливостью и длительным и обильным цветением, устойчивостью к загрязнённой городской среде. Выведено множество сортов с разнообразной одно- и многоцветной окраской цветка. Помимо цветников, выращиваются в подвесных корзинах, вазонах и контейнерах; природные виды и некоторые сорта — в альпинариях. |
| Фуксия (Fuchsia)                 | в культуре преимущественно разнообразные сорта и гибриды                                                              |      | Долгое время культивировавшиеся как популярные оранжерейные или комнатные растения, фуксии всё чаще выращиваются как садовые. Многолетние растения с высокодекоративным и продолжительным цветением; в садовой культуре обычно выращиваются как однолетники, возобновляемые из черенков, срезанных в конце сезона. Используются преимущественно в подвесных корзинах, вазонах, а также как клумбовые растения. |
| Хоста (Hosta)                    | в культуре преимущественно разнообразные сорта и гибриды                                                              |      | Многолетники; одни из самых популярных декоративнолистных садовых растений. Выведены многочисленные пестролистные сорта, а также сорта с сизо-голубым оттенком листьев. Помимо листвы, у некоторых культиваров привлекательное цветение. Разнообразие культурных форм способствует широкому применению хост в озеленении: их выращивают в одиночных и групповых посадках, используют в обрамлении садовых дорожек, клумб и бордюров (компактные сорта), а также для украшения берегов водоёмов.                                                      |
| Хохлатка (Corydalis)             | В культуре множество видов                                                                                            |      | Хохлатки примечательны своим весенне-летним цветением; как и другие эфемероиды, завершают вегетацию после цветения и плодоношения. Широко используются для создания цветущих весенних полян вместе с другими первоцветами. Может использоваться для подбивки групп других многолетников, ещё не успевших обрести декоративность в полной мере в конце весны — начале лета. Некоторые виды рекомендованы для альпинариев. Не все культивируемые хохлатки теневыносливы.                                                                               |
| Цикламен (Cyclamen)              | Ц. косский Ц. багровеющий* Ц. плющелистный и некоторые другие (имеются разнообразные сорта)                           |      | Высокодекоративные клубневые многолетние растения; культивируются как ради эффектного цветения, так и листвы с серебристым рисунком. Используются преимущественно на тенистых участках альпийских горок, а также как клумбовые растения; выращиваются в разнообразных контейнерах. |
| Яснотка (Lamium)                 | Я. зеленчуковая Я. пятнистая Я. белая* Я. пурпурная и некоторые другие (имеются разнообразные сорта)                  |      | Одно- и многолетние растения, декоративны в период цветения. Выращивают преимущественно как клумбовые растения, а также в групповых посадках. Выведены многочисленные пестролистные сорта, которые используются как почвопокровные. Растения плохо развиваются при избытке солнечного освещения. |